# Pendle
Pendle este un district ne-metropolitan din Regatul Unit, situat în comitatul Lancashire din regiunea North West, Anglia.

## Orașe din district
- Barnoldswick
- Colne
- Nelson